# 竇妙
竇 妙（とう みょう）は、後漢の桓帝の3番目の皇后。扶風平陵県（現在の陝西省咸陽市秦都区）の人。大将軍竇武の長女。

## 生涯
初め、後宮に入って貴人となった。延熹8年（165年）、桓帝は2人目の皇后鄧猛女を廃した後、采女（後漢の皇帝の側女）の田聖を皇后に立てようとしたが、太尉の陳蕃が田聖の卑賤の出自を危惧して諌めた。結局、出身身分の高い竇妙が皇后に立てられたが、桓帝に無視され、孤独な生活を送った。しかし竇妙は桓帝を恐れ、我慢を重ねた。永康元年（167年）冬、病状が重篤となった桓帝は、田聖など9人の妃嬪を貴人に進封した。同年12月28日（168年1月25日）、桓帝は崩御した。皇太后となった竇妙がただちに桓帝の梓宮（棺）の前で田聖を殺した。さらに、ほかの貴人たちも皆殺しにしようとしたが、中常侍の管覇と蘇康が諫めて思いとどまらせた。
桓帝には男子がなく、従甥にあたる劉宏（霊帝）が帝位を継いだ。竇妙は皇太后として垂簾聴政し、父の竇武を聞喜侯にして権力を与えた。桓帝の時代から宦官が強い権力を持ったため、竇武は陳蕃と結んで宦官排斥を図った。建寧元年（168年）5月、竇妙の許可を得て、竇武と陳蕃は中常侍の管覇と蘇康を殺害した。同年8月には残る宦官も皆殺しにしようとしたが、計画が漏れた。竇武と陳蕃は焦って五営の軍を動かし、霊帝を廃位しようと謀ったが、近衛軍に敗れた。竇武は自殺し、陳蕃は逮捕され獄死した。竇妙は南宮雲台に幽閉され、家族は比景に追放となった。霊帝の実母である董氏（孝仁董皇后）が代わって太后の権力を得た。
熹平元年（172年）、竇妙の母は配所で死去した。同年6月、竇妙も悲歎して病死したという。深い恨みを抱いていた曹節や王甫ら宦官たちは、竇妙の死体を城南の市に晒した。さらに数日後、竇妙を皇后の位から追廃しようとした。しかし廷尉の陳球など官員らが諫めたため、霊帝は思いとどまった。7月、竇妙は「思」の諡号を贈られ、夫の諡を重ねて「桓思皇后」と称された。
ほどなく、皇城の朱雀闕に
天下大乱、曹節、王甫幽殺太后、常侍侯覧多殺党人、公卿皆尸禄、無有忠言者。
（天下大乱、曹節と王甫は太后を監禁して殺し、常侍の侯覧は党人を数多く殺し、公卿は皆仕事をせず、忠言する者はいない。）
という落書が見つかった。司隷校尉の劉猛に命じて犯人探しをさせたが、劉猛は1か月たっても捕らえようとしなかった。結局、曹節らは劉猛を左遷し、御史中丞の段熲に犯人を探させ、同年7月から千人ほどの太学生が逮捕された。